# Club Atlético Argentino de San Carlos
El Club Atlético Argentino de la ciudad de San Carlos, conocido popularmente como Argentino de San Carlos, es un club fundado el 12 de enero de 1917 en San Carlos, Provincia de Santa Fe, Argentina. Es apodado "El Cervecero", o también simplemente por las últimas dos sílabas de su nombre, "El Tino".
Su actividad principal es el fútbol, donde participa en la Liga Esperancina desde el año 2023 luego de participar durante más de 6 décadas en la Liga Santafesina, en la cual obtuvo 9 títulos. Ha participado en ediciones del Torneo del Interior y Argentino B. También ha sido campeón provincial al haber obtenido la Copa de Campeones de la Provincia de Santa Fe en el año 1999. Es por estas cuestiones y por su importante infraestructura uno de los clubes más fuertes del centro de la Provincia de Santa Fe.
Otras disciplinas practicadas en el club son básquet, bochas, hockey, natación, patín, pesca deportiva, taekwondo, tenis inglés, tenis criollo, MMA y vóley. En este último deporte en los últimos años el club se ha ubicado entre los mejores equipos del país en la competencia nacional femenina.

## Historia
A principios del siglo XX surge en San Carlos la necesidad de una institución que brinde los medios para la práctica deportiva de la población y es por esto de un grupo de 25 personas se reunió con el propósito de fundar un club. Dicha fundación se llevó a cabo el 12 de enero de 1917 y la primera asamblea fue presidida por el señor Argentino Barnnert quien luego propuso como presidente a Remigio Lescano.
Al momento de elegir el nombre de la institución, se decidió por el nombre de "Argentino Foot-Ball Club" y la elección de los colores se realizaron en referencia a los colores patrios, el celeste y el blanco, colores que se mantienen vigentes representando a la institución hasta el día de hoy. Unos años más tarde los socios deciden cambiar el nombre a "Club Atlético Argentino", nombre que mantuvo hasta la actualidad.
Diez años después de la fundación, el club adquiere un terreno sobre calle Moreno en donde construye su primer estadio de fútbol. En este mismo terreno se construye además una cancha de baloncesto y dos canchas de tenis. El predio se transforma en un lugar en donde se realizan múltiples espectáculos tales como el pícnic de noche y bailes sociales en los cuales actuaban grupos musicales. 
En 1943 Argentino construye la sede social en un terreno comprado frente a la plaza, en pleno centro del pueblo. En este lugar se construyen además la cancha de frontón, la cancha de bochas, una pista de baile con su escenario, sanitarios, la secretaría y el bar-cafetería (actualmente llamado Restó-Bar). Estos logros coinciden con los festejos de los 25 años de la institución. 
En los inicios del año 1945 se crea la Asociación Mutual para que el club también cumpla una función social y de ayuda humanitaria. Esta es la primera mutual en aparecer en la región. Comenzó a funcionar en la sede social del club y luego se trasladaron las oficinas a otro local cercano.
En la década de 1970 adquiere un terreno de grandes dimensiones en el acceso norte de la ciudad, este lugar estaba aún prácticamente deshabitado y alejado del casco urbano de San Carlos pero con el paso del tiempo con el crecimiento de la ciudad, este predio quedó ubicado en un lugar privilegiado al lado del acceso más importante de la localidad, a metros del arco de entrada. Varias actividades se trasladan a este nuevo terreno adquirido (abandonando el terreno sobre calle moreno) y por eso se construye el "Estadio 12 de Enero" para la práctica de fútbol, el complejo natatorio y canchas de tenis. En la actualidad este lugar se denomina "Complejo Polideportivo" el cual ha crecido albergando con el paso del tiempo más actividades.
Existen algunos deportes que ya no se practican en el club pero que forman una parte importante de su historia; estos son: boxeo, yudo, karate, tiro al platillo, frontón, ciclismo, atletismo, gimnasia y automovilismo, cuyo terreno donde se ubicaba la pista de carreras fue intercambiado en un trueque por el actual predio del "Complejo Polideportivo".

### Escudo del Centenario
El escudo se encuentra conformado por un óvalo que posee los clásicos 5 bastones verticales de la institución, celestes y blancos e intercalados entre sí. Por sobre estos bastones se visualiza una sombra con la leyenda "100 Años". Este primer óvalo está dentro de otro óvalo de color más oscuro en el cual se encuentran representadas gráficamente cada una de las disciplinas deportivas que han formado parte de la historia del club, los deportes actuales y también los que ya no se practican. 
Los óvalos son escoltados por dos laureles dorados, uno en cada margen. Estos simbolizan los logros deportivos cosechados por Argentino de San Carlos a lo largo de su historia.
En la base de la estructura del escudo se halla un estandarte azul con la palabra "Centenario" haciendo alusión al motivo de los festejos. También en este estandarte se observa el año de fundación del club, "1917".  Sobre el escudo, se encuentran las siglas del club, "C.A.A", Club Atlético Argentino.

## Organización
La Comisión Directiva del Club Atlético Argentino es la junta de máxima jerarquía dentro del club y es el órgano de gobierno de toda la institución. Esta está conformada por el presidente de la institución, dos vicepresidentes, tesorero, secretarios, vocales y revisores de cuentas económicas. Además, cada deporte tiene una subcomisión que regula las actividades de cada disciplina. En orden jerárquico, estas subcomisiones se encuentran por debajo de la Comisión Directiva y cada decisión que tomen debe ser antes debatida, tratada, votada y aceptada por ella. 
En total son 12 subcomisiones (una para cada deporte), pero también existe otras tres subcomisiones más y que son las encargadas de organizar y administrar la Fiesta de la Cerveza, el Super Bingo y el Torneo Argentinito de San Carlos. La Asociación Mutual del Club Atlético Argentino funciona como una institución paralela pero integrada al club, quien es la "institución madre".

## Infraestructura

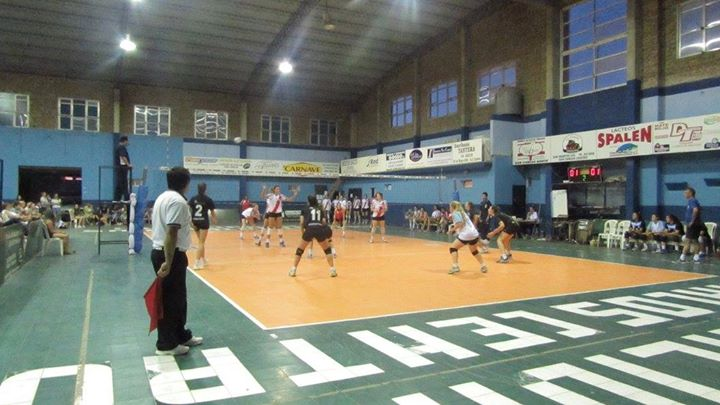
Cancha de Vóley - Argentino de San Carlos

### Sede social
Se encuentra ubicada en calle Belgrano frente a la plaza San Martín en pleno centro de la ciudad. Este terreno va desde calle Belgrano hasta calle San Martín, ocupando gran parte de la manzana. 
Sobre calle Belgrano: en el edificio de la sede social se realizan los trámites societarios, el Departamento de Medicina del Deporte, la administración de Eventos Gastronómicas y se encuentra exhibido y a la venta el merchandising del club. Además del edificio en donde funciona la sede social y la secretaría del club, también se encuentra el edificio en donde funciona el "Resto-Bar Argentino", el restaurante oficial de la institución.

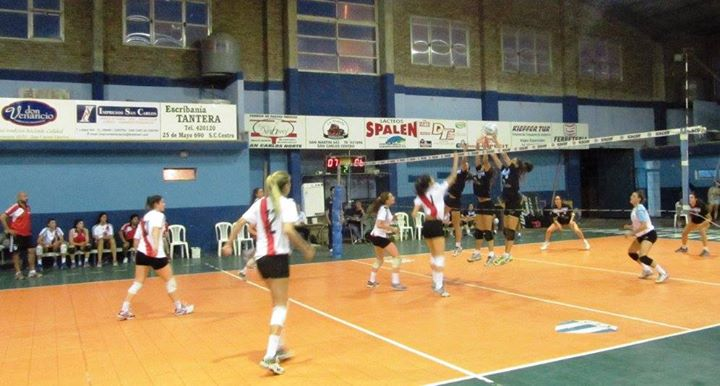
Partido por las 2.ª fase de la Liga Nacional de Voleibol entre Argentino de San Carlos y River Plate

Sobre calle San Martín: Se encuentra el edificio del "Complejo Bochófilo Juan Principe" en donde se realizan las actividades de Bochas y lindero a este está el acceso al estadio cubierto en donde se realizan las actividades de básquetbol, voleibol y MMA. El Estadio Cubierto tiene una superficie de 1600 metros cuadrados y se encuentra dividido por una línea imaginaria en dos sectores; El sector sur se encuentra la cancha utilizada para las actividades de Básquetbol y en el sector norte se ubica la cancha de Voleibol. También hay instalados sanitarios para los espectadores y vestuarios para los deportistas además de depósitos para guardar los instrumentos deportivos tales como pelotas, indumentaria, etc. En este estadio también hay un salón especial dedicado para las máquinas de pesas que sirven hacer ejercicios, salón en donde también se practican las actividades de MMA.
También en los límites de este estadio hay un depósito que se utiliza para la operatividad de "Eventos Gastronómicos", servicio de gastronomía del club. La lavandería del club se ubica también en el exterior del estadio cubierto.
Sobre calle Perón: Sobre esta calle se encuentra un local utilizado para la práctica de taekwondo y también otro de los accesos al estadio cubierto.

### Complejo polideportivo

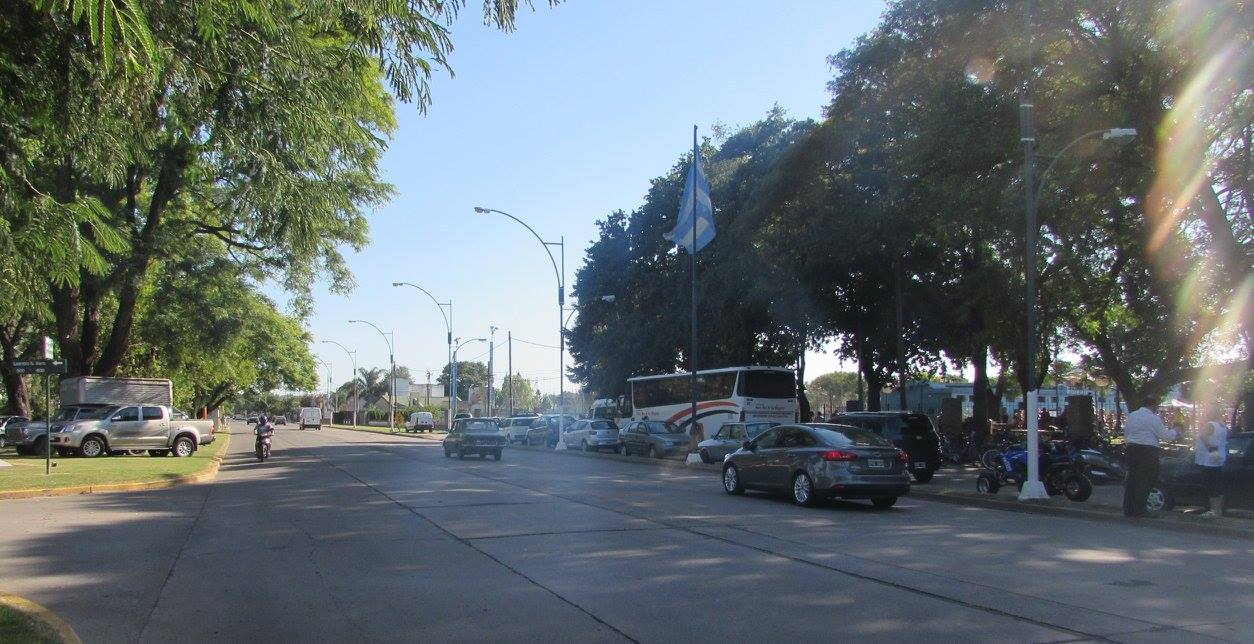
Acceso norte de la ciudad. A la derecha, la entrada al Complejo Polideportivo

Este es un predio que cuenta con 10 hectáreas y en el que se practican múltiples actividades. Se ubica sobre el acceso norte la ciudad pero cuenta con varios vías de acceso para facilitar la logística en el mismo
Estadio 12 de Enero: debe su nombre al día de la fundación del club. Es el estadio que se utiliza para recibir las competiciones oficiales de fútbol. Cuenta con dos tribunas para espectadores locales y una para espectadores visitantes que le dan al estadio una capacidad para 5000 personas. Cuenta con iluminación reglamentaria AFA, una cantina, sanitarios, cabinas para transmisión de los partidos por televisión y radio, y accesos diferenciados para las distintas parcialidades. Debajo de la tribuna de cemento para el público local se encuentran los vestuarios y por encima de estos el gimnasio que es utilizado exclusivamente por los futbolistas. El estadio está rodeado en su totalidad por un muro.
Canchas auxiliares de fútbol: Hay varias canchas con iluminación nocturna que se utilizan para los entrenamientos de fútbol. La Cancha Suplente o también denominada Cancha Número 2 suele utilizarse para las competiciones oficiales de las categorías inferiores. También hay dos canchas más con medidas oficiales (denominadas canchas 3 y 4) y diversas canchas de menor tamaño para que las utilicen las categorías infantiles. La totalidad de estas canchas son utilizadas para la realización del "Torneo de Fútbol Infantil Argentinito de San Carlos" que se realiza cada año en el mes de octubre. Existen también vestuarios de uso exclusivos para los entrenamientos de fútbol.

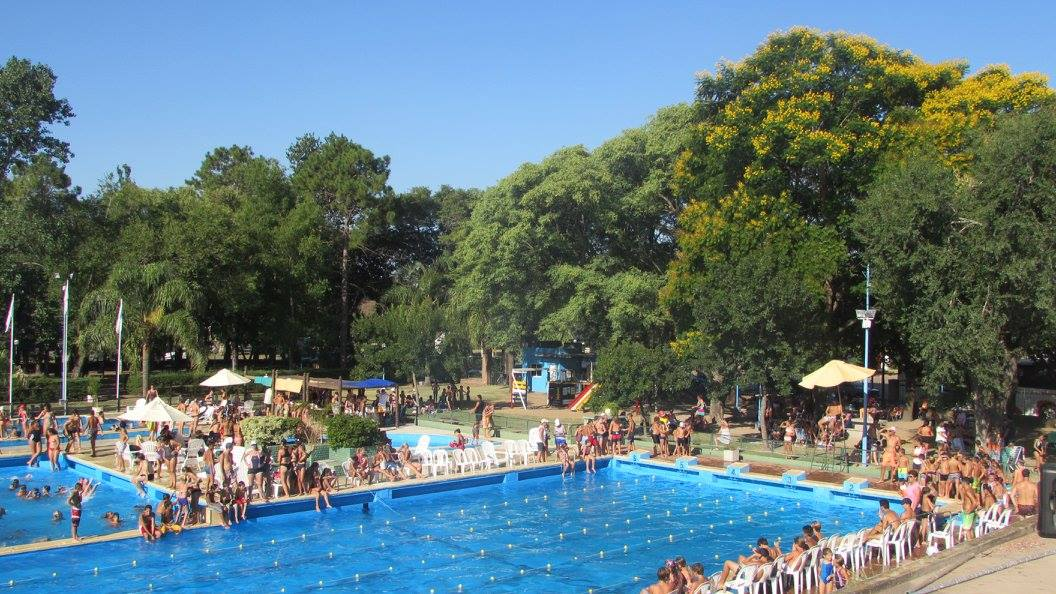
El natatorio se encuentra ubicado dentro del Complejo Polideportivo

Natatorio: Hay un total de 4 piletas. La pileta de 25 metros de largo por 15 de ancho en donde se realizan las competiciones oficiales de los torneos de natación desarrollados durante el verano. Una pileta de menores dimensiones, de 15 metros de largo por 15 metros de ancho. Una pileta climatizada denominada solárium que siempre se encuentra a una temperatura agradable. Y por último una pequeña pileta de poca profundidad para que pueden utilizar con seguridad los niños. El acceso a las instalaciones de las piletas se realiza a través de los vestuarios y oficina de fichajes.
Zona de camping:
En un sitio ideal para acampar lindero a las piletas de natación. Es un sector del complejo en donde se encuentran muchos árboles frondosos y de gran altura que dan una sensación de un bosque. Este sector está equipado con quinchos, parrilleros, iluminación y agua potable, el predio se encuentra cerrado y cuenta con una cabina de seguridad que vigila las 24 horas del día. 

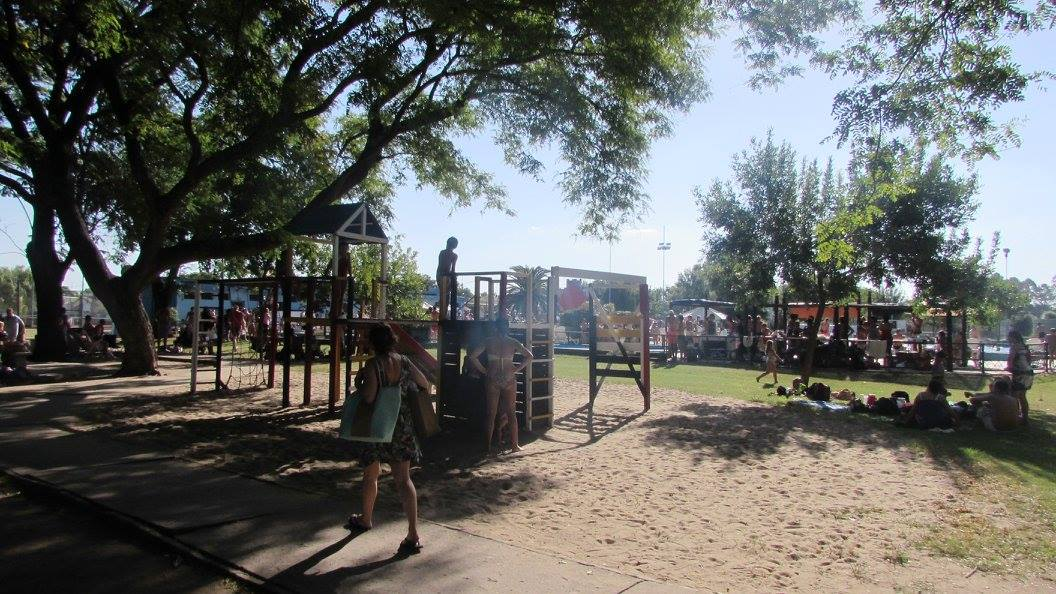
Sector Infantil en el Complejo Polideportivo

Sector de juegos infantiles: En el acceso de calle San Martín, cercano a las piletas de natación se ubican distintos juegos como toboganes, hamacas, sube y bajas, escaladas, arenero, etc.
Canchas de tenis de polvo de ladrillo: Al costado de la calle San Martín se encuentra el sector del Complejo Polideportivo en donde se practica el tenis sobre polvo de ladrillos (dentro del club se lo denomina "Tenis Inglés" para diferenciarlo de "Tenis Criollo"). Cuenta con 4 canchas que cumplen las medidas oficiales de competencia y 2 canchas más pequeñas para que los niños se inicien en este deporte. Todas cuentan con iluminación para la práctica nocturna.
Canchas de tenis criollo: En el predio hay 3 canchas para la práctica de Tenis Criollo. Cuentan con iluminación para tener buena visión al jugar por la noche.
Quincho comedor: Este quincho de gran tamaño cuenta con una capacidad para 200 personas y se utiliza en distintos eventos que se desarrollan en el predio.
Canchas de pádel: Dos canchas de Pádel se encuentran entre el sector de Tenis Inglés y la cancha de fútbol 5. Estas canchas cuentan con iluminación para poder jugar el deporte durante la noche.
Cancha de fútbol 5: Se encuentra al aire libre sobre el acceso al complejo por calles Sarmiento. Está equipada con una alfombra de césped sintético y torres de iluminación. Se encuentra rodeada por una red para evitar que la pelota salga al exterior de la cancha.
Cancha de hockey: Se ubica en el sector oeste del predio, a la vera de la ruta de desvío de tránsito pesado de la ciudad. La superficie de la cancha es de césped y cuenta con vestuarios exclusivos para los deportistas de hockey, además de torres de iluminación y tribunas para que se ubiquen los espectadores.

### Edificio de la Mutual
Edificio de la Mutual: Las instalaciones de este edificio se ubican en la esquina de las calles Rivadavia y Presidente Perón. En la planta baja se encuentran las oficinas de la Asociación Mutual y el local en donde funcionan los servicios de telecabinas, fax e internet (entre otros servicios de comunicación). En la planta alta están las oficinas de la sección de Turismo de la Asociación Mutual y la sala de conferencias en donde se realizan mensualmente las asambleas de socios y demás conferencias de prensa de la institución.
Salón de patín: Entre el edificio de la mutual y el Cine Rivadavia se ubica el salón en donde se practica Patín Artístico.
Salón en desuso: Detrás del salón utilizado por Patín Artístico hay un salón vació y en estado de abandono que el club adquirió hace poco tiempo. En este lugar está planificado construir un centro de conferencias.

### Predio Costero
El club cuenta con un predio de 5000 metros cuadrados en la localidad costera de Desvío Arijón sobre el Río Coronda. Cuenta con un salón, sanitarios, parrilleros, energía eléctrica y es de uso exclusivo para socios de la institución. Periódicamente la subcomisión de Pesca Deportiva organiza almuerzos y torneos de pesca.

## Deportes

### Fútbol
Es uno de los deportes de mayor albergadura en el club. El Club Atlético Argentino se fundó pensando en la práctica de este deporte y por eso el fútbol mantiene una actividad continua desde 1917 hasta la actualidad sin haberse detenido en algún momento. Participó durante algunos años en la Liga Esperancina de Fútbol entre 1935 y 1946 y entre 1948 y 1961, para luego afiliarse a la Liga Santafesina de Fútbol, en donde compitió hasta el año 2022 para luego volver a jugar en la Liga Esperancina de Fútbol luego de una histórica votación en asamblea de socios del club. Uno de los motivos más importantes de la decisión fue la grave situación de inseguridad que se vive en la ciudad de Santa Fe, localidad a la que pertenecen la mayoría de los clubes afiliados a la Liga Santafesina de Fútbol. Luego de varios incidentes lamentables, el hecho que desencadenó la decisión de abandonar la Liga Santafesina (que se discutía hace años en las internas del club) fueron los ataques sufridos por parte de simpatizantes del Club Cultural y Deportivo El Pozo de la Ciudad de Santa Fe en situación de visitantes.
Es por esto que actualmente compite en todas sus categorías en la Liga Esperancina de Fútbol desde al año 2023. Previo a eso, disputaba los torneos de la Liga Santafesina de Futbol una liga regional que agrupa a clubes de la ciudad de Santa Fe y sus cercanías, en donde en primera división, Argentino de San Carlos ha obtenido un total de 9 campeonatos. También ha obtenido el título de campeón provincial al ganar la Copa Campeón de Campeones de la Provincia de Santa Fe. Las competiciones oficiales se desarrollan en el Estadio 12 de Enero que se ubica en el acceso norte de la ciudad de San Carlos, y además cuenta con la "Cancha Número 2" en donde suelen desarrollarse los partidos de las categorías inferiores y las canchas número 3 y 4 en donde se realizan los entrenamientos.

La administración de este deporte está dividida en 3 subcomisiones: 
- Subcomisión de Fútbol Mayor: Es la encargada de administrar la Primera División y el equipo de reserva de esta, la Tercera División. El plantel de Primera División es semi-profesional, por lo tanto los jugadores reciben un salario .

- Subcomisión de E.F.I.C.A.A. (Escuela de Fútbol Infantil del Club Atlético Argentino): Es el órgano que se encarga de administrar las categorías formativas del club. Estas categorías son: Quinta (17 años), Sexta (16 años), Séptima (15 años), Octava (14 años), Novena (13 años), Décima (12 años), Intantiles A (11 años), Infantiles B (10 años), Infantiles C (9 años) y Escuelita (menores de 9 años). Esta subcomisión también forma parte de la organización del "Torneo de Fútbol Infantil Argentinito de San Carlos" que se realiza cada año durante el mes de octubre en las instalaciones del club.

- Subcomisión de Fútbol Femenino:: Se encarga de la administración del fútbol de mujeres del club.

Palmarés de fútbol

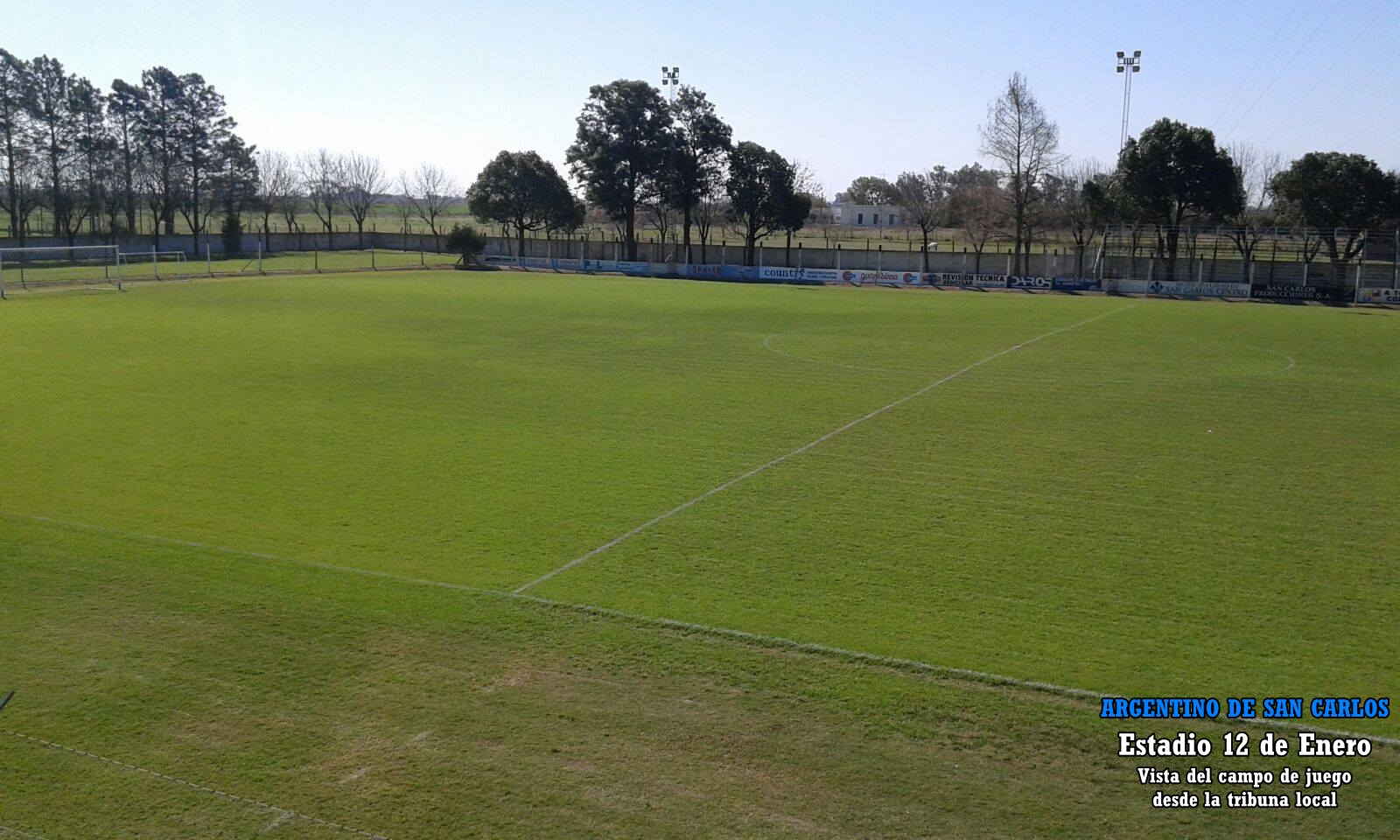
Vista del campo de juego desde la tribuna local principal

Ha conseguido un total de 10 títulos en competiciones oficiales.
- Títulos Regionales
  - Liga Santafesina de Fútbol
    - Campeón "Torneo 50 años LSF" 1981
    - Campeón Torneo Clausura 1996
    - Campeón Torneo Apertura 1999
    - Campeón Torneo Clausura 1999
    - Campeón Torneo Clausura 2005
    - Campeón Torneo Apertura 2006
    - Campeón Torneo Clausura 2011
    - Campeón Torneo Apertura 2012
    - Campeón Torneo Clausura 2018
    - Campeón División "B" 1993 (Ascenso a Primera División "A")

- Títulos Provinciales
  - Copa de Campeones de la Provincia de Santa Fe
    -  Campeón Provincial 2000

| Torneo del Interior 1986-87 | 1ª ronda | 6 | 2 | 4 | 0 | 5 | 4 |

| Torneo Regional 2019 | 1ª ronda | 8 | 3 | 0 | 5 | 12 | 13 |
| Total                | -        | 8 | 3 | 0 | 5 | 12 | 13 |

| Torneo del Interior 2005 | 1ª ronda  | 6  | 1  | 2  | 3  | 9  | 10 |
| Torneo del Interior 2006 | 3ª ronda  | 10 | 4  | 2  | 4  | 15 | 16 |
| Torneo del Interior 2007 | 1ª ronda  | 6  | 1  | 3  | 2  | 7  | 10 |
| Torneo del Interior 2008 | 3ª ronda  | 10 | 3  | 3  | 4  | 14 | 11 |
| Torneo del Interior 2010 | 2ª ronda  | 8  | 3  | 2  | 3  | 10 | 9  |
| Torneo del Interior 2011 | 3ra Ronda | 10 | 6  | 1  | 3  | 17 | 17 |
| Torneo del Interior 2013 | 2ª ronda  | 8  | 4  | 2  | 2  | 12 | 12 |
| Total                    | -         | 58 | 22 | 15 | 21 | 84 | 85 |

| Liga Esperancina | 1935-1961        | -  | -  | -  | -  | -   | -  |
| Liga 2023        | Cuartos de final | 30 | 17 | 6  | 7  | 46  | 25 |
| Liga 2024        | Subcampeón       | 29 | 17 | 7  | 5  | 54  | 30 |
| Total            | 0 títulos        | 59 | 34 | 13 | 12 | 100 | 75 |

| Copa Federación 2000 | Campeón          | -  | - | - | - | -  | -  |
| Copa Santa Fe 2019   | Octavos de final | 7  | 2 | 4 | 1 | 8  | 6  |
| Copa Federación 2025 | Octavos de final | 5  | 2 | 1 | 2 | 11 | 7  |
| Total                | 0º               | 12 | 4 | 5 | 3 | 19 | 13 |

#### Patrocinio en la camiseta
| Período       | Logo | Proveedor |
| ------------- | ---- | --------- |
| Desde 2014    |      | Kappa     |
| 2015-presente |      | Country   |

| Período    | Logo | Patrocinador            |
| ---------- | ---- | ----------------------- |
| Desde 2014 |      | Combustibles San Carlos |
| 2021       |      | Seis Marías             |

| Período    | Logo | Patrocinador                              |
| ---------- | ---- | ----------------------------------------- |
| Desde 2014 |      | Mutual CAA                                |
| Desde 2014 |      | DV Distribuciones                         |
| Desde 2014 |      | Diario El Litoral                         |
| Desde 2014 |      | Lácteos Spalen                            |
| 2021       |      | Argentino Resto-Bar                       |
| 2021       |      | Estudio Serra                             |
| 2021       |      | Asociación Mutual Club Atlético Argentino |

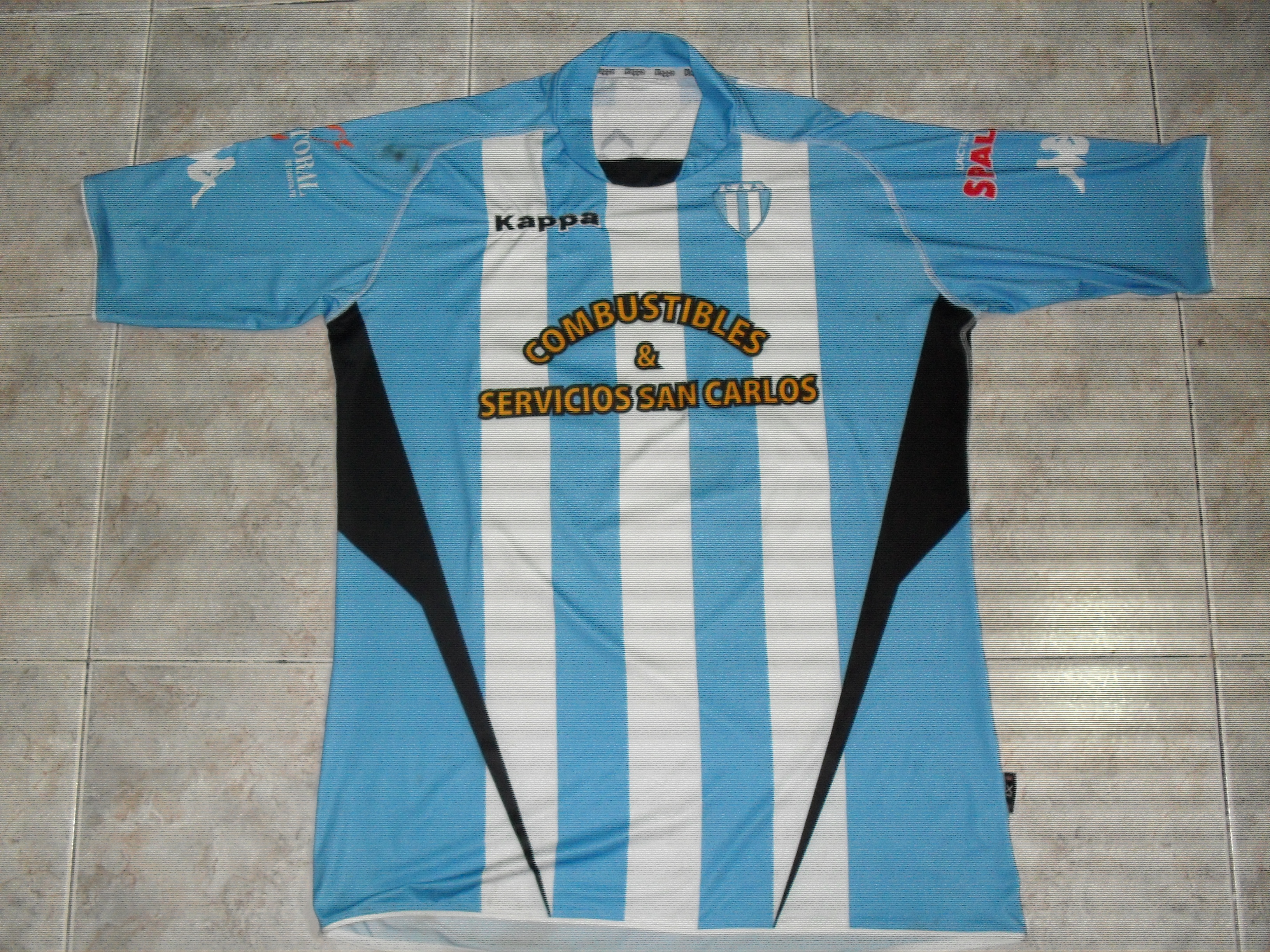
Camiseta Primera División

En el Torneo Regional Federal Amateur 2021/22 quedó eliminado en Primera Fase.

### Básquetbol

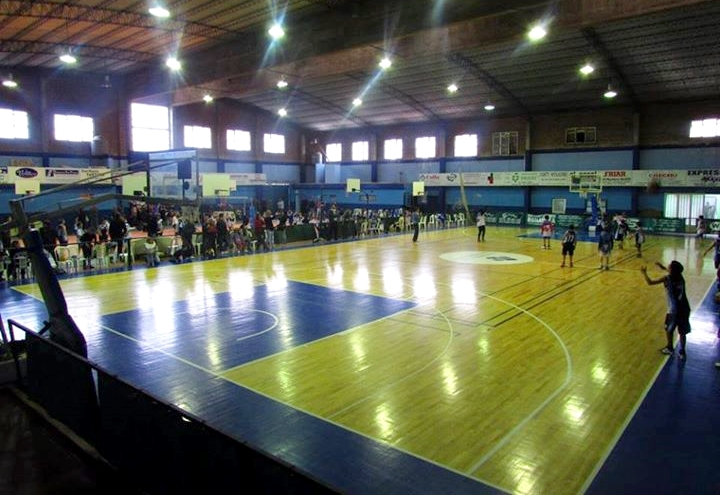
Estadio Cubierto de Argentino de San Carlos

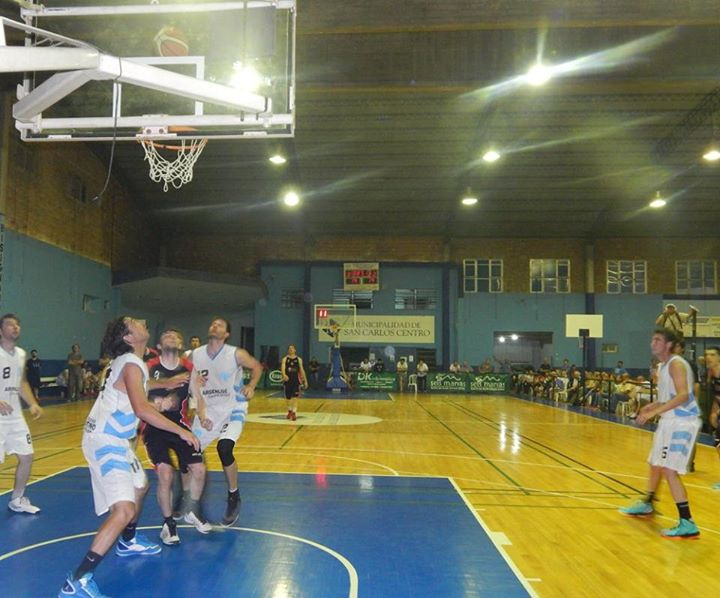
Partido oficial en el Estadio Cubierto

El básquetbol comienza en los comienzos del club, junto con el fútbol y el tenis, en el antiguo terreno ubicado sobre calle moreno donde se encontraba el antiguo estadio de fútbol. La primera cancha de básquet era de polvo de ladrillo y el equipo debutó en un partido contra el Club de Regatas de Santa Fe. 
Con el paso de los años la cancha se trasladó al terreno de la sede social, en el centro de la ciudad, y en este lugar es el que utiliza hasta la actualidad. La cancha se ubica en el sector sur del Estadio Cubierto y cuenta con piso de parquét, tableros electrónicos y jirafas con fuertes estructuras.
El club participó en distintos campeonatos regionales. En unos años de iniciada la actividad se afilian a la Asociación Regional de Básquet del Este Santafesino (ARBES) con sede en la ciudad de Santo Tomé, logrando obtener en 1953 el Campeonato y al año siguiente el Subcampeonato. ARBES se disuelve y es por esto que el club se afilia a la Asociación Esperancina de Básquet y compite de las competencias organizadas por esta. Durante los años 1977 y 1978 el club decide participar en la Asociación Galvénse de Basquet y desde 1979 compite en la Asociación Santafesina de Básquet en donde compite hasta la actualidad. En esta última asociación comienza a participar en la Segunda División de Ascenso para luego ascender a la Primera División.
Las categorías inferiores que participan en la Asociación Santafesina son: U17 (hasta 17 años), U15 (hasta 15 años), U13 (hasta 13 años), Mini (hasta 11 años), Premini (hasta 9 años) y Escuelita (Menores de 9 años).
Torneo Dos Orillas
Además de participar en la liga de la Asociación Santafesina de Basquet, el club participa en el "Torneo Dos Orillas", un torneo organizado por la Asociación Santafesina de Basquet y por la Asociación Paranaense de Basquet. 
Participan 32 equipos que pertenecen a las dos asociaciones organizadoras divididos en 4 zonas de 8 equipos cada una (los equipos se enfrentan con los de su grupo y luego los del Grupo A vs B y los del Grupo C vs D, toda a una sola rueda). Al final de la primera fase se hace una tabla final única y los mejores 8 posicionados se enfrentan en Play Off por la Copa de Oro, del 9° al 16° se enfrentan por la Copa de Plata y los demás equipos competirán en un Play Off por la Copa de Bronce.
En 2015 Argentino de San Carlos ascendió de la zona de ascenso a la primera división. Por este motivo en el año 2016 tendría el derecho a participar en la máxima categoría del "Dos Orillas", pero el torneo se reeditó, se suprimió la zona de ascenso y solo existirá una sola categoría.
Palmarés de Basquet
- Campeonato de la ARBES de 1953;
- Campeonato A2 y Ascenso del Torneo Oficial de la Asociación Santafesina de Básquet año 2009;
- Campeón Copa de Plata Asociación Santafesina de Básquet año 2013;
- Ascenso a la primera división del "Torneo Dos Orillas" en 2015.

### Bochas
La sección de Bochas goza de gran importancia e historia en la institución. Es un deporte que tiene gran popularidad en el país y el club participa en los campeonatos de la Asociación Sancarlina de Bochas (Asociada a la Confederación Argentina de Bochas), una liga que está conformada por 8 clubes de la zona; de San Carlos Centro el Club Atlético Argentino, el Club Central, el Club General Güemes y el Bochín Bochas Club, Unión Progresista de San Carlos Sud, Centro Recreativo Bartolomé Mitre de San Carlos Norte, Gessler Bochas Club de Gessler y el Club Unión Deportiva de San Jerónimo Norte.
Ejerce la localía en el "Complejo Bochófilo Juan Principe", que es un espacio climatizado que cuenta con un tablero electrónico y con 2 canchas para la práctica de la disciplina . Está ubicado al lado del estadio cubierto, sobre el acceso de calle San Martín.
A lo largo de los años ha logrado destacadas actuaciones es torneos regionales, tornos interasociaciones, y es el máximo campeón de la Asociación Sancarlina habiendo obtenido el título en 53 de los últimos 57 campeonatos disputados.

### Hockey sobre césped

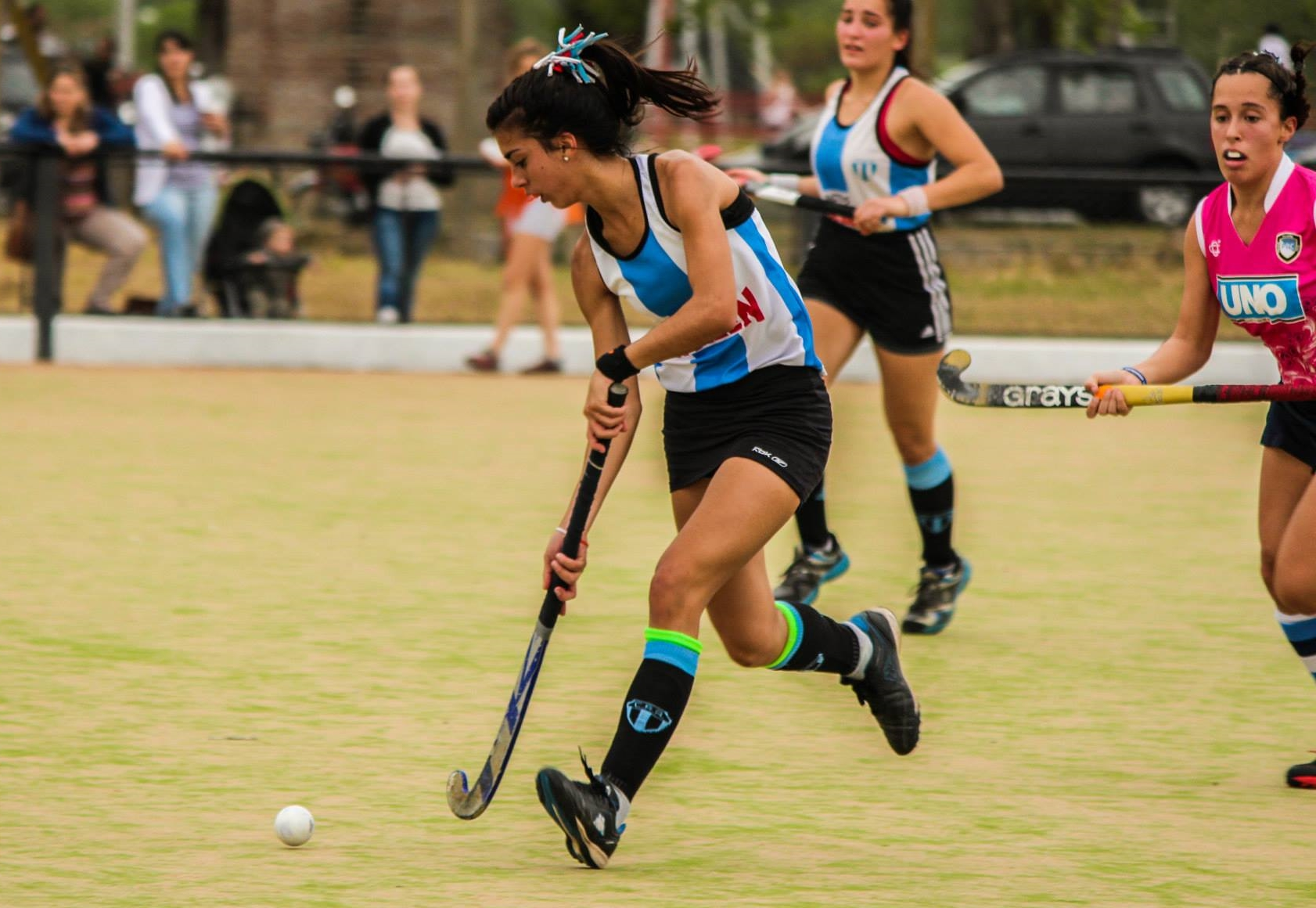
Jugadora de Argentino de San Carlos en un partido frente a Rowing

Comenzó a practicarse como una actividad recreativa para mujeres en octubre de 1978 y un año después comienza a competir oficialmente en la Asociación Santafesina de Hockey en abril de 1979. Rápidamente el club tuvo buenas participaciones en la categoría "Juveniles" (5.ª división) ganando el título en 1982, en 1983 y en 1984. En los años siguientes Argentino logró su primer campeonato de Primera División en 1985, su segundo título en 1986 y un subcampeonato en 1987.
La cancha de hockey se encuentra en el Complejo Polideportivo, sobre la ruta de desvío de tránsito pesado de la ciudad, cercana a las canchas auxiliares de fútbol. Este estadio de hockey cuenta con vestuarios exclusivos para las deportistas deporte y con un quincho para distintas actividades. La cancha tiene una superficie de céspes y cuenta con torres de iluminación.
Participa actualmente en la Asociación Santafesina de Hockey con las categorías Primera división, Reserva, Quinta (hasta 18 años), Sexta (hasta 16 años), Séptima (hasta 14 años), Sub-12 (hasta 12 años) e Infantiles (hasta 11 años).
Palmarés de hockey
- Campeonato Femenino 1985 de la ASH
- Campeonato Femenino 1986 de la ASH

### Natación

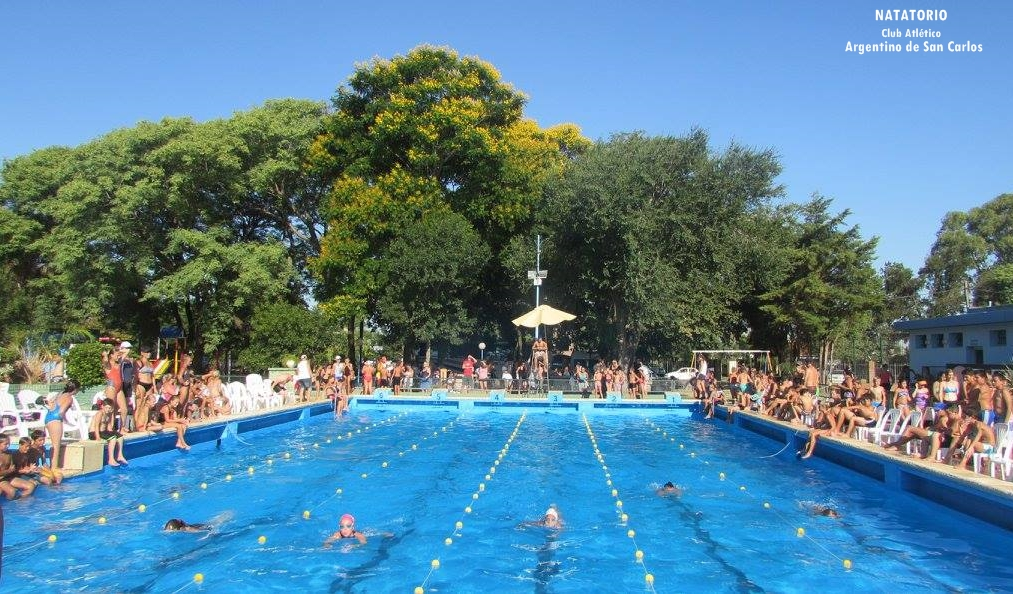
Pileta para competiciones oficiales (25 metros)

Las actividades de natación comienzan en el club el mismo día en el que se inaugura el natatorio, el 1.ero de enero de 1974. El club está afiliado a la FESANA (Federación Santafesina de Natación).
El natatorio se ubica dentro del Complejo Polideportivo y la pileta utilizada para competiciones oficiales es una pileta de 25 metros de largo por 15 metros de ancho. El club organiza un Encuentro de Natación a mediados del mes de enero, en este encuentro participan diversos clubes de la zona. Desde el año 2014, el Ministerio de Deportes de la Nación eligió la infraestructura del natatorio para desarrollar su Colonia de Vacaciones.

### Patín artístico
Se comenzó a practicar en el año 1955 siendo uno los primeros clubes en la región. Luego de mucho tiempo de inactividad, este deporte comenzó a desarrollarse nuevamente en el año 2007. Actualmente cuenta con casi 100 patinadores y patinadoras que brindan espectáculos periódicamente en el playón ubicado en el Complejo Polideportivo, presentando sus coreografías. A partir del año 2017 se conformó el grupo de Competencia NOA, que representa a la institución en campeonatos Zonales, Provinciales y Nacionales bajo la dirección del Técnico Nacional Alfredo Wiedmer. En su inicio obtuvieron el Subcampeonato Nacional en la Categoría Small Group mayores inicial. En 2018 se consagraron Campeonas Nacionales de la misma categoría.

### Pesca deportiva
Esta subcomisión tiene su origen en la actividad de "Tiro al Platillo". Disponiendo el club unos terrenos adquiridos en enero de 1952 en lo que en aquella época era la zona suburbana norte de la ciudad y habiendo llegado a la Comisión Directiva las inquietudes de un grupo de asociados para practicar "Tiro al Platillo", la institución decide crear la "Sub-comisión de Caza y Pesca Deportiva" y comienza a gestionarse ante las autoridades provinciales la inscripción correspondiente para poder ser reconocida como institución que practica caza y pesca deportiva, siendo aceptada como tal el 1.ero de abril de 1959. 
En 1959 comienzan las actividades de Pesca Deportiva y el 22 de enero de 1961 se inauguran las instalaciones de Tiro al Platillo con un concurso.
Argentino de San Carlos es una de la instituciones fundadoras de FESANPDYL (Federación Santafesina de Pesca Deportiva y Lanzamiento), una de las federaciones más ganadoras del país.
El 11 de septiembre de 1962 el club adquiere un predio costero sobre el Río Coronda (un ramal del Río Paraná) en Desvío Arijón, a unos 30 kilómetros de la ciudad de San Carlos, este fue adaptado y se le han realizado mejoras para poder desarrollar la pesca y demás deportes acuáticos. El predio es de uso exclusivo para socios de la institución.
Desde el año 1994 el club organiza el "Torneo del Cristal", un torneo que se desarrolla en diferentes escenarios y en el cual compiten 3 categorías diferentes; damas, cadetes y mayores. Goza de gran prestigio y es uno de los torneos más importantes en la disciplina. El nombre del torneo se debe a que los premios son de cristal finamente tallado, donados por Cristalería San Carlos.
Palmarés de pesca deportiva
- Campeón Provincial 2004 - Torneo clásico 12 horas de pesca[16]

### Taekwondo
Las actividades de Taekwondo comenzaron en el club en el año 2001 y se encuentra afiliado a la Asociación de Taekwondo del Litoral, que agrupa a varias instituciones de las provincias del litoral argentino. Anualmente se realizan exámenes y el Torneo de Peleas Pactadas.
La historia de las artes marciales comienza en el año 1956 cuando un instructor comienza las clases de Yudo, pero en poco tiempo se paralizaron las actividades. En 1985 vuelve un arte marcial al club, el Karate-Do, pero tuvo la misma suerte que el Yudo y no pudo asentarse de manera activa.

### Tenis inglés
Este deporte comenzó en el club en 1919, dos años después de la fundación del club. La primera cancha estuvo en el viejo terreno de calle Moreno con una superficie de cemento pero en 1990 se construyeron las canchas de polvo de ladrillo que se encuentran en el Complejo Polideportivo del club. Actualmente hay más de 250 deportistas que practican esta disciplina y el club cuenta con 4 canchas.
El club está afiliado a la Liga de Tenis del Litoral Argentino.
Cada año se realiza un torneo nacional que brinda puntos para el ranking de la AAT.

### Tenis criollo

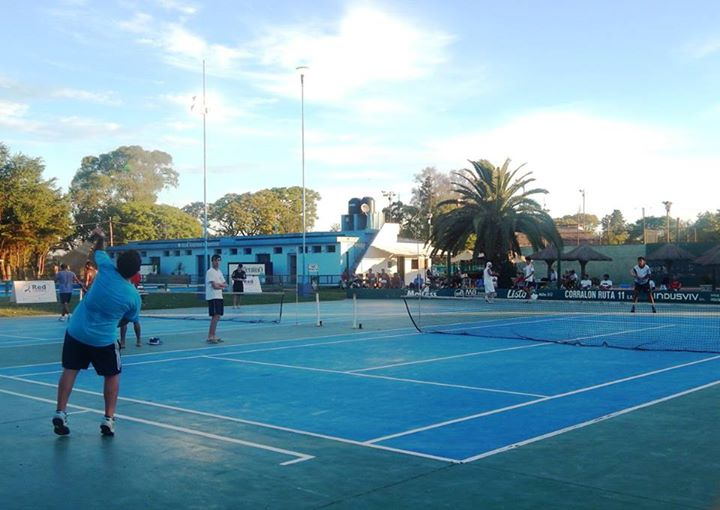
Canchas de tenis criollo

Esta disciplina posee una gran trayectoria en la institución. La primera cancha se traza en 1942 cuando se adquiere el terreno de la sede. La primera asociación a la que estuvo afiliado fue la Asociación Esperancina de Tenis Criollo, actualmente extinta. Luego de un tiempo el club se desafilió y estuvo en esa situación por más de 20 años. En 2008 volvió a afiliarse a una asociación para de esta manera poder participar de competencias oficiales. Actualmente se encuentra afiliado a la Asociación Santafesina de Tenis Criollo.
La historia de la institución cuenta varios campeones argentinos, entre ellos, los hermanos Osvaldo y Norma Imhoff.
Tras gestiones iniciadas por la Asociación Santafesina de Tenis Criollo en 2007, este deporte ha sido declarado de interés cultural por la Secretaría de Cultura del Gobierno de la Provincia de Santa Fe.
La institución cuenta con 3 canchas ubicadas en el Complejo Polideportivo y cada año durante en el mes de diciembre se realiza el torneo anual de tenis criollo. 

### Voleibol

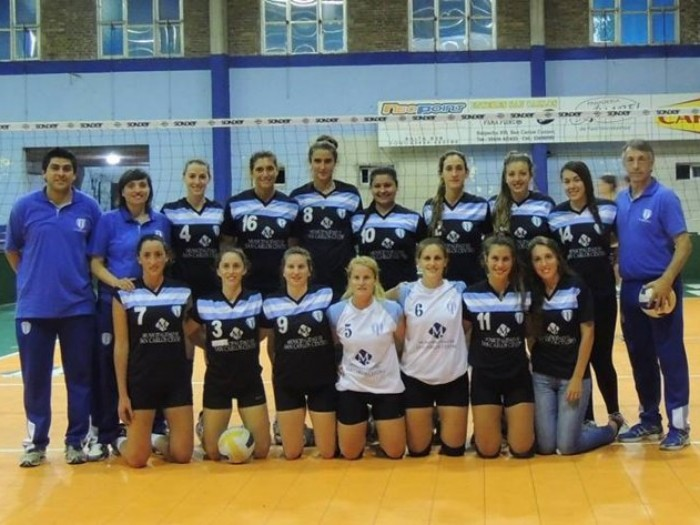
Equipo femenino de Voleibol

El 22 de febrero de 1975 se conforma la subcomisión de voleibol. En ese año se convierte en entidad fundadora de la hoy desaparecida Asociación del Centro de la Provincia con Sede en Gálvez, donde participa en categorías Masculinas y Femeninas en Inferiores, Juveniles y Mayores. Luego de unos años la actividad deja de realizarse para luego volver en 1989 afiliándose ahora a la Asociación Santafesina de Voleibol en donde participa con todas sus categoría en el Estadio Cubierto.
En las temporadas 2013-2014 y 2014-2015 Argentino participó en la Liga Femenina de Voleibol Argentino, la primera división nacional del país. En ambas temporadas llegó hasta la 3.ª fase del certamen (etapa anterior a la fase final), de esta manera se posicionó entre los mejores equipos de la República Argentina.
Títulos
- Campeón Provincial año 2000